# Kanton Laloubère
Laloubère is een voormalig kanton van het Franse departement Hautes-Pyrénées. Het kanton maakte deel uit van het arrondissement Tarbes. Het werd opgeheven bij decreet van 25 februari 2014, met uitwerking op 22 maart 2015.

## Gemeenten
Het kanton Laloubère omvatte de volgende gemeenten:
- Arcizac-Adour
- Hiis
- Horgues
- Laloubère (hoofdplaats)
- Momères
- Odos
- Saint-Martin
- Soues